# Antonio Espina García
Antonio Espina García (Madrid, 29 d'octubre de 1894 - íd. 12 de febrer de 1972) va ser un escriptor i polític espanyol, de tarannà progressista i avantguardista. Va rebutjar haver format part de l'anomenada Generació del 27, per la qual cosa se'l classifica entre els escriptors del Noucentisme.

## Biografia
Adscrit a l'avantguardisme, és un dels més destacats autors de la literatura deshumanitzada i intel·lectualista del primer terç del s.XX. Destaquen les seves obres poètiques Umbrales (1918) i Signario (1923), les narracions Pájaro pinto (1927) i Luna de Copas (1929), i Romea o el comediante (1931).
El 1936, fou nomenat governador civil d'Àvila i, poc després, el 9 de juliol, ocupà el càrrec de governador civil de les Balears i en fou el darrer governador republicà. Dies abans d'esclatar la Guerra Civil, el comandant militar de Balears, Manuel Goded, li havia promès que no s'aixecaria contra la República. Així, el 18 de juliol, rebutjà les súpliques dels dirigents del Bloc Popular Antifeixista, que demanaven armes per a les organitzacions obreres. L'endemà, el 19 de juliol, els militars s'aixecaren a Palma i fou destituït a punta de pistola per tres oficials dels Jinetes de Alcalá, i després empresonat al fort de Sant Carles (Palma). Poc després va esser traslladat al Castell de Bellver. Hom intentà d'incloure'l en un intercanvi de presoners i, en un destructor nacional, arribà prop de Barcelona. El canvi no s'arribà a produir i, retornat a la seva cel·la de Bellver intentà de suïcidar-se. Fou traslladat a la infermeria de la presó provincial i després al manicomi de Palma (gener de 1938). La seva causa sumaríssima fou suspesa temporalment. A finals de 1938, passà de nou a la presó i finalment, poc després d'acabar la guerra, fou absolt per un tribunal militar. Anà a Madrid, on es dedicà de nou a la literatura. El 1945, s'exilià a França i, el 1947, a Mèxic. El 1958, tornà a Espanya on publicà biografies i contes infantils.

## Obres

### Lírica
- Umbrales (1918)
- Signario (1923)
- Poesía Completa. Prosa escogida (2000)

### Narrativa
- Pájaro pinto (1927)
- Luna de Copas (1929)
- Diez triunfos en la mano. Barcelona: Ed. Destino, 1944.

### Biografies
- Luis Candelas, el bandido de Madrid (1930)
- Romea o el comediante (1931).
- Ganivet: el hombre y la obra Madrid: Espasa-Calpe, 1972 (4a ed.)
- Quevedo, Madrid: Ediciones Atlas, 1945. Reeditado como Quevedo, estudio y antología, Madrid, Cía. Bibliográfica Española, 1962.
- Cánovas del Castillo, Madrid: Pegaso, 1946.
- Cervantes, Madrid: Ediciones Atlas, 1943.
- Juan Sebastián Elcano, Madrid: Aguilar, 1959.
- Carlomagno, Madrid: Aguilar, 1957.
- Chopin: el hombre, el artista Buenos Aires: Espasa-Calpe, 1952.
- Federico el Grande, Madrid: Aguilar, 1956.
- Espartero: o "Cumplase la voluntad nacional!", Madrid: Editorial Gran Capitán, 1949.
- Julio César Madrid: Aguilar, 1958.
- Shakespeare, estudio y antología, Madrid: Cía. Bibliográfica Española, [1962].

### Assaigs
- Divagaciones. Desdén. Madrid: Pueyo, 1919.
- Lo cómico contemporáneo, Madrid: Imp. Ciudad lineal, 1928.
- El nuevo diantre. 1934.
- El libro del aire, Madrid: 1957.
- El cuarto poder. Cien años de periodismo español. 1960.
- El alma Garibay, Renuevos de Cruz y Raya, Nº13-14, Editorial Cruz del Sur, Santiago de Chile / Madrid, 1964.
- El genio cómico y otros ensayos. 1965.
- Seis vidas españolas; María Isidra de Guzmán, Diego de Torres Villarroel, María Luisa de Parma, Isidoro Máiquez, Lola Montes, Julián Romea. Madrid: Taurus, 1967.
- Voltaire y el siglo XVIII. Madrid: Ediciones Júcar, 1975.
- Ensayos sobre literatura; ed. al cuidado de Gloria Rey, Barcelona: Pre-Textos, 1994.
- La elocuencia; ed. a cargo de Oscar Ayala. Madrid: Libertarias/Prodhufi, 1995.
- Las tertulias de Madrid, (póstumo).